# فرودگاه سنت لمبرت د لوزن
فرودگاه سنت لمبرت د لوزن (به انگلیسی: Saint-Lambert-de-Lauzon Aerodrome) یک فرودگاه خصوصی است که یک باند فرود چمن دارد و طول باند آن ۶۱۰ متر است. این فرودگاه در کشور کانادا قرار دارد و در ارتفاع ۱۴۵ متری از سطح دریا واقع شده است.